# یوسف عنبر
یوسف عنبر (عربی: یوسف عنبر؛ زادهٔ ۲۸ نوامبر ۱۹۶۲) بازیکن سابق فوتبال و سرمربی اهل عربستان سعودی است.

## دوران بازیگری
عنبر برای باشگاه الاهلی عربستان بازی می‌کرد و به عنوان یکی از مهم ترین بازیکنان این باشگاه در دهه ۱۹۸۰ شناخته می‌شد.

## سبک بازی
عنبر به عنوان مدافع بازی می‌کرد و عمدتاً در پست دفاع چپ به میدان می‌رفت.

## تحصیلات
عنبر مدرک کارشناسی ارشد ورزش را از دانشگاه لیسبون در پرتغال گرفت.